# Voce peste IP

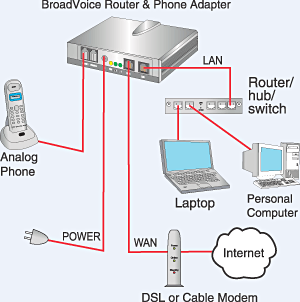
O soluție comună VoIP

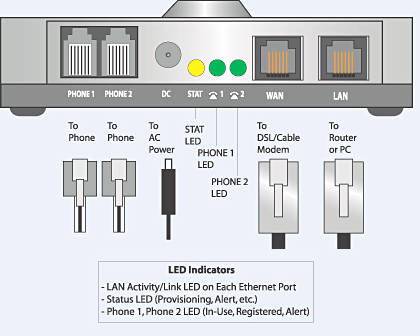
Un adaptor tipic pentru o linie telefonică analogică la o rețea VoIP

Voce peste Protocol de Internet (în engleză Voice over Internet Protocol, VoIP), numită și Telefonie IP sau Telefonie Internet este procesul de transmitere a conversațiilor vocale umane prin legături de date de tip IP sau prin rețele în care este folosit acest protocol.

## Descriere
Telefonia IP se caracterizează prin conversia vocii în pachete de date ce se transmit prin rețele IP de la sursă la destinație, unde sunt puse din nou în ordinea inițială și convertite înapoi în semnale acustice. Cea mai cunoscută rețea IP este Internetul, conectând milioane de utilizatori la nivel mondial. Alte rețele IP sunt cele interne ale companiilor, rețele private între utilizatori sau diferite instituții.
Avantajul principal al VoIP față de telefonia clasică este prețul redus, datorat faptului că se utilizează rețeaua IP care poate fi folosită în același timp și pentru alte servicii, precum navigare web, e-mail, e-banking și multe altele. Utilizatorul își poate folosi serviciul VoIP indiferent de locul unde se conectează la Internet. D.p.d.v. tehnic este astfel posibil să locuiască într-o zonă geografică și să aibă număr de telefon dintr-o altă zonă geografică (stat, țară, continent). Totuși, în ultima vreme, tendința pe plan mondial este ca astfel de numere să fie evitate.

### Exemple de beneficii aduse de VoIP
- persoane locuind în SUA (sau oricare altă țară) pot avea număr de telefon românesc; costul convorbirii din SUA în România, de exemplu, e mai mic decât prin alte metode) și în plus cei din România pot suna fără prefix și fără tarife internaționale, formând și plătind ca pentru un număr local.
- români locuind în România pot avea număr de telefon american.
- mobilitate ridicată - utilizarea telefonului VoIP în călătorii, vacanțe - atâta timp cât există conexiune internet la destinație (hotel, familie, prieteni).

## Protocoale folosite în VoIP
O convorbire telefonică este formată din două părți distincte: semnalizarea (trimiterea numărului, a semnalelor de sunat, ocupat etc.) și partea de media (transmiterea efectivă a vocii sau a datelor). Aceasta din urmă se face prin codarea semnalului cu un codec și împachetarea lui în pachete RTP. Semnalizarea se poate face cu unul din următoarele protocoale:
|  | ]] |

- SIP
- H.323
- MGCP
- H.248
- IMS
- SCCP
- T.38 (pentru fax)

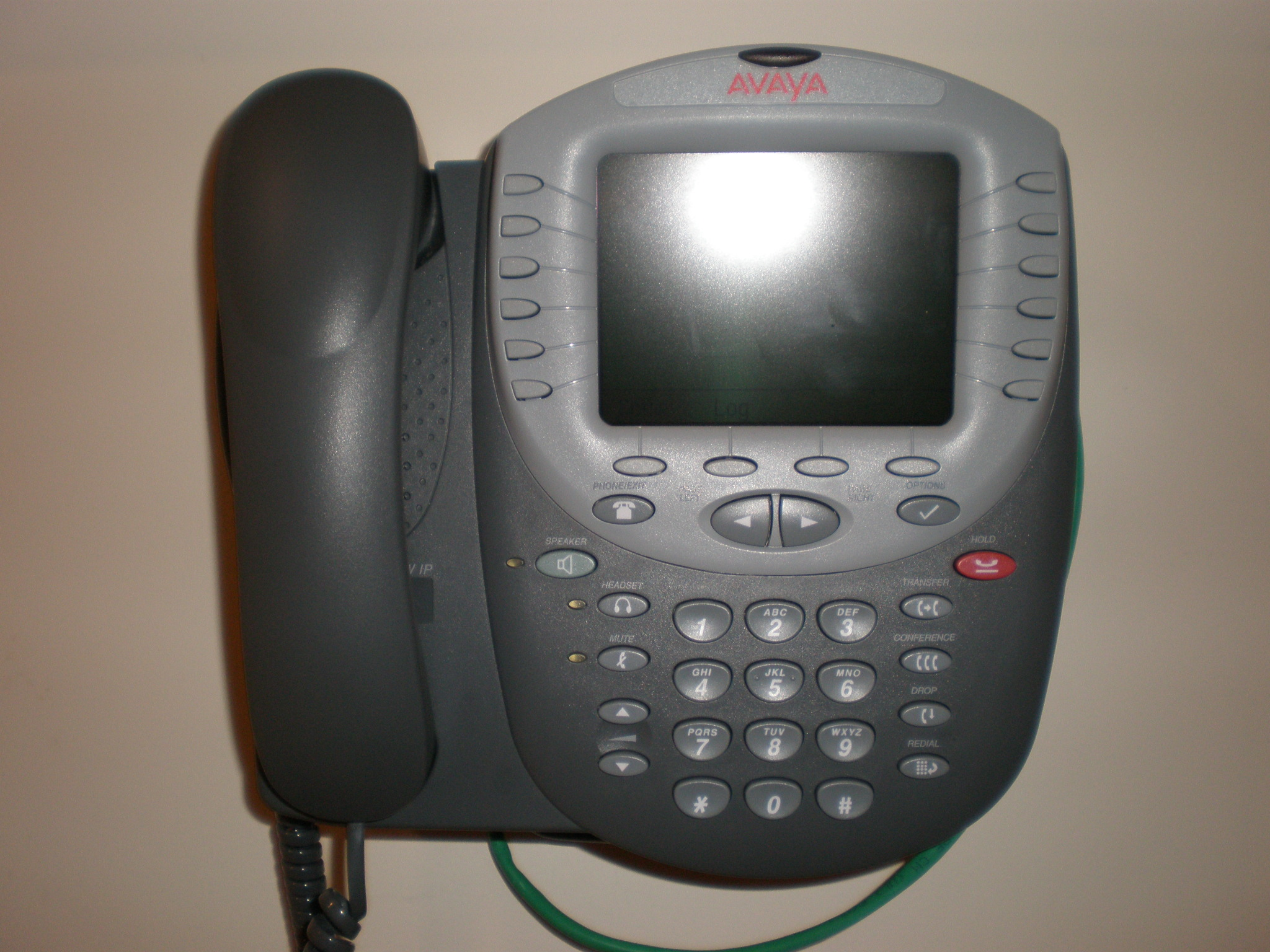
VoIP Phone 4625

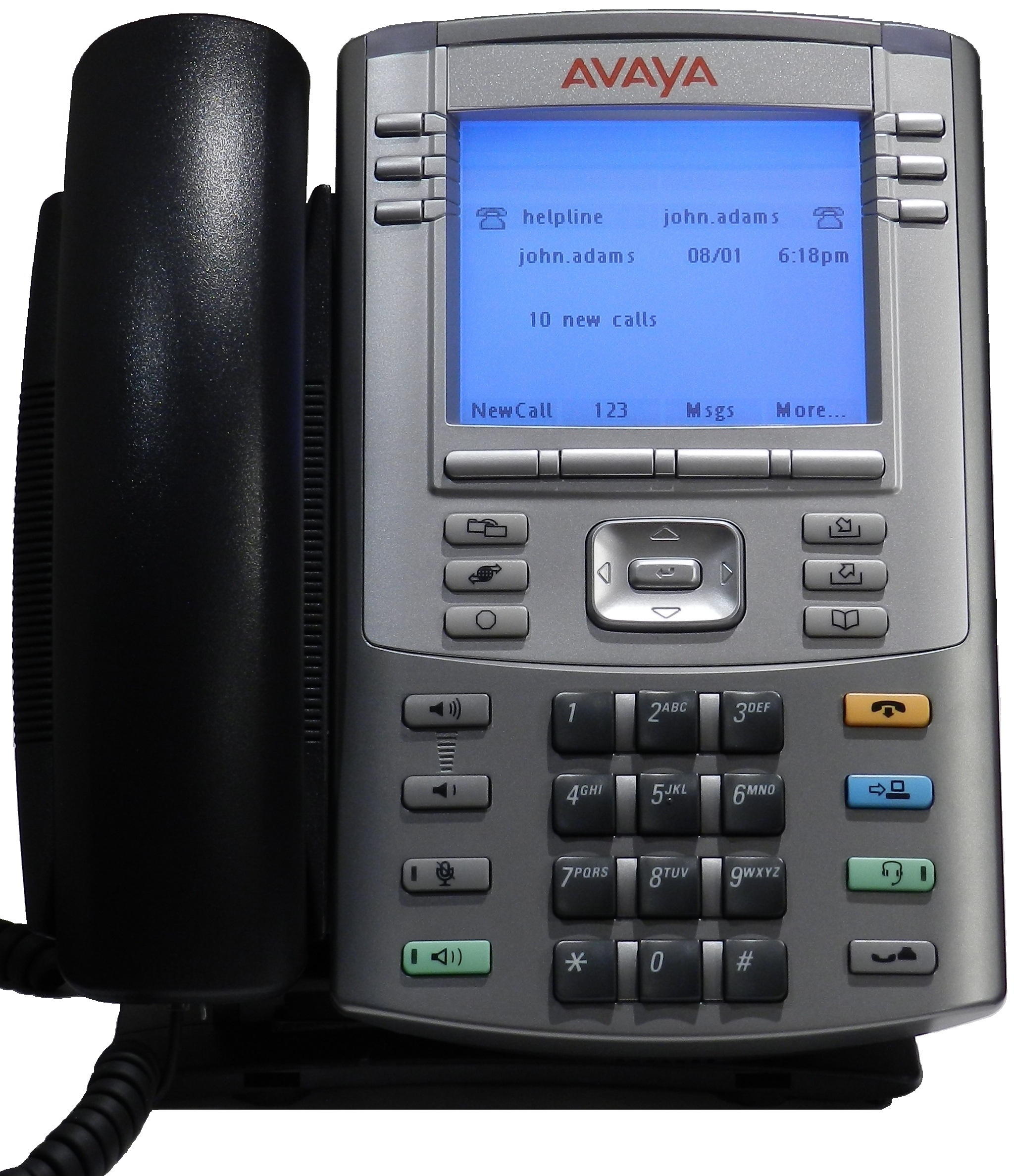
1140E VoIP Phone

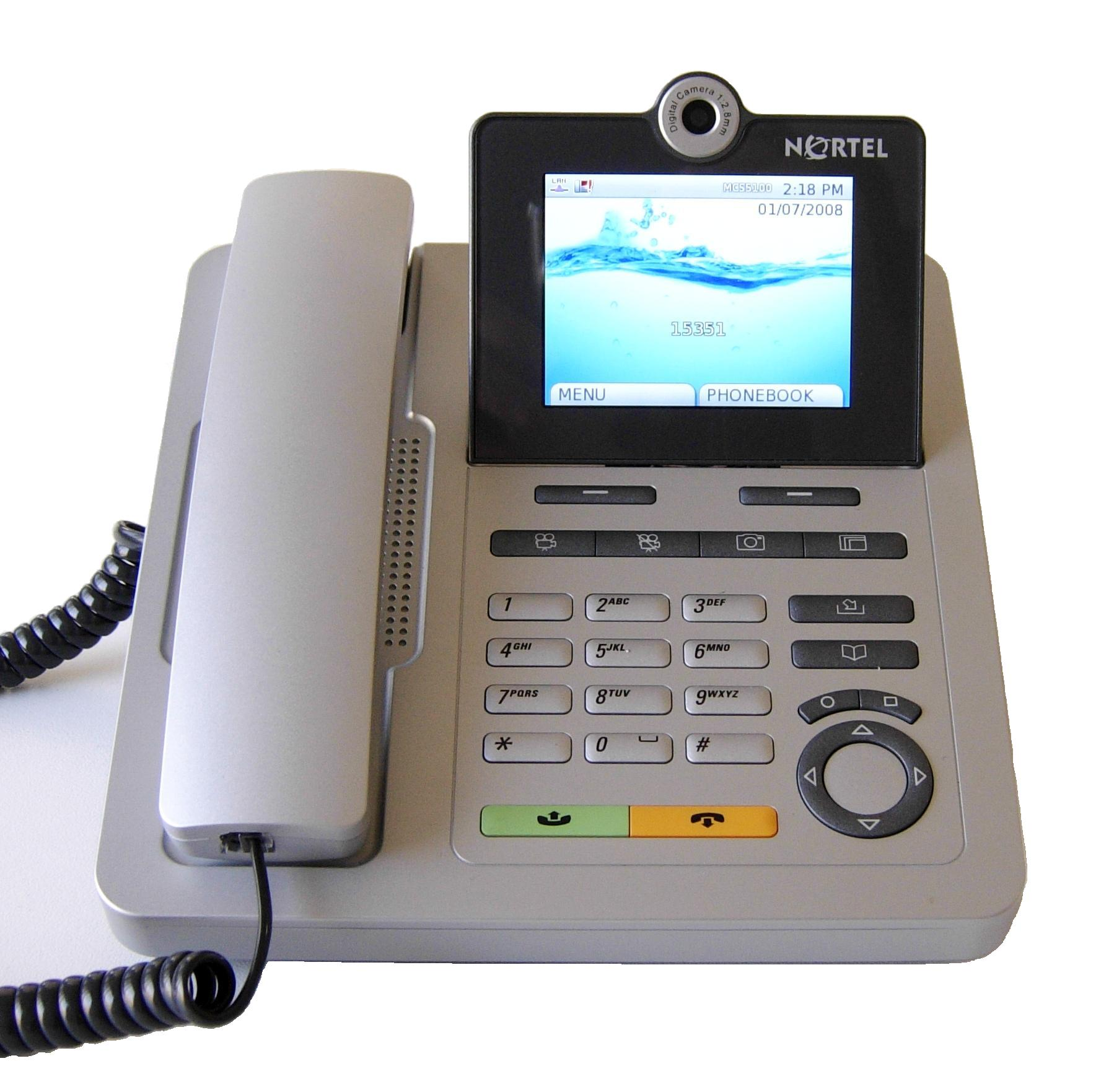
1535 VoIP Video Phone

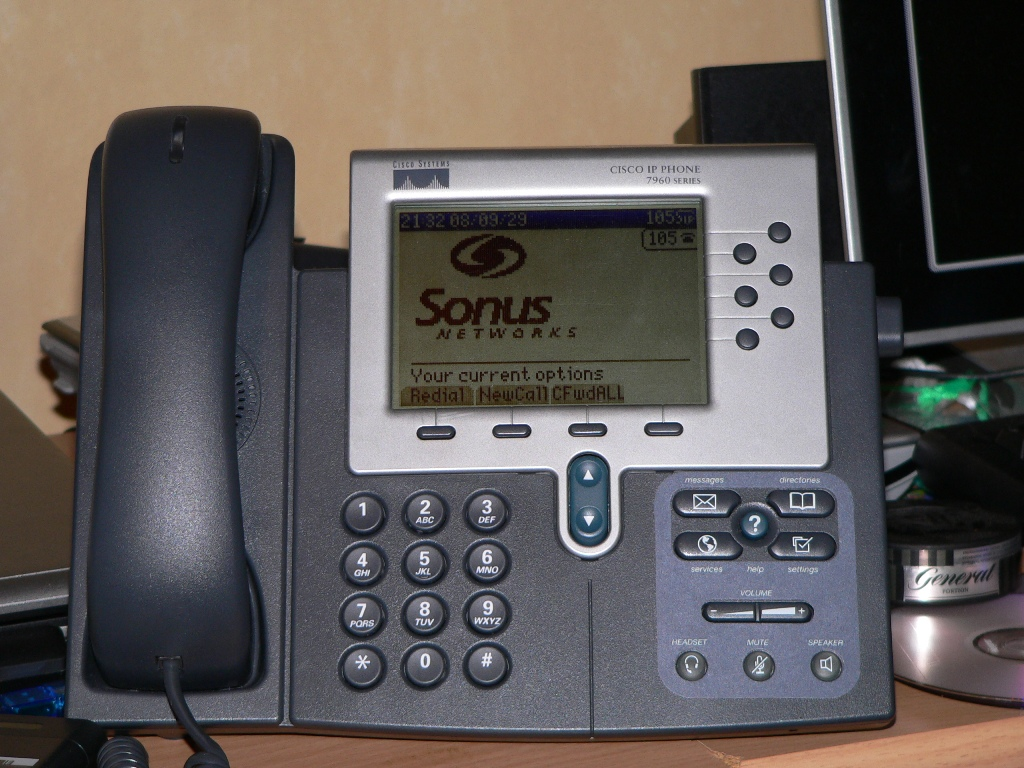
IP phone

Protocoalele SIP, MGCP, H.248 și T.38 folosesc un protocol auxiliar, SDP, pentru descrierea caracteristicilor canalelor de media trimise.

### Rețele publice VoIP
- Skype
- Yahoo! Voice
- VOIPRO Arhivat în 24 octombrie 2014, la Wayback Machine.
- Adatel
- Call Romania
- Mypbx[nefuncțională – arhivă]
- Magyar Phone Arhivat în 23 octombrie 2015, la Wayback Machine.
- Voxbee Services

### Applicații server VoIP
- Asterisk PBX
- OpenSER SIP Server
- GNU Gatekeeper

### Aplicații client VoIP
- Signal Private Messenger(Cryptografic)
- Skype
- Yahoo! Messenger Arhivat în 18 iulie 2018, la Wayback Machine.
- Google Talk
- Call Romania
- VOIPRO Arhivat în 24 octombrie 2014, la Wayback Machine.

### Pagini web despre VoIP
- Voce peste IP pe Curlie